# Готель «Руанда»
«Готе́ль „Руа́нда“» (англ. Hotel Rwanda) — кінофільм режисера Террі Джорджа, знятий у 2004 році. На 1 березня 2024 року фільм займав 219-ту позицію у списку 250 кращих фільмів за версією IMDb. Українською мовою фільм озвучений студією «Цікава ідея» на замовлення Hurtom.com.

## Опис сюжету
Напруженість у відносинах між племенами хуту і тутсі веде до війни в країні, де корупція і хабарництво звичайна справа. Пол Русесабаджіна, адміністратор готелю, є хуту, а його дружина, Тетяна, належить до тутсі. Їх шлюб є джерелом розбіжностей з екстремістами хуту, і, перш за все, з дружнім постачальником для готелю, який водночас є лідером місцевого жорстокого ополчення проти тутсі.
Коли політична обстановка в країні погіршується, Пол зі своєю сім'єю спостерігають вбивство сусідів. У Пола хороші зв'язки з впливовими людьми, яких він підкуповує грошима й алкоголем, зберігаючи власний вплив і безпеку родини. Коли спалахує громадянська війна, офіцер армії Руанди погрожує Полу і його сусідам, і Пол ледь домагається безпеки для них, доставивши кожного в готель. Туди ж прийшло багато біженців з переповненого табору ООН, Червоного Хреста і притулків. Полу доводиться відволікати солдат, піклуватися про біженців та бути опорою для своєї сім'ї, а також зберігати видимість роботи готелю високого класу, оскільки ситуація стає все більш і більш жорстокою з вуличними натовпами за воротами готелю.
У кінофільмі звучать записи ефірів «Вільного радіо і телебачення тисячі пагорбів» — радіостанції, що підбурювала до геноциду.

## У ролях
- Дон Чідл — Пол Русесабаджіна
- Софі Оконедо — Тетяна Русесабаджіна
- Тоні Кгороге — Грегуар
- Фана Моко — генерал Бізімунгу
- Нік Нолті — полковник Олівер, (командир миротворчих сил ООН у Руанді
- Хоакін Фенікс — журналіст Джек Дагліш
- Жан Рено — президент бельгійської авіакомпанії, що володіє готелем

## Нагороди та номінації

### Нагороди
- 2005 — Премія «European Film Awards»
  - Найкращий композитор — Руперт Грегсон-Вільямс, Андреа Гуерра

### Номінації
- 2005 — Премія «Оскар»
  - Найкраща чоловіча роль — Дон Чідл
  - Найкраща жіноча роль другого плану — Софі Оконедо
  - Найкращий оригінальний сценарій — Террі Джордж і Кір Пірсон
- 2006 — Премія BAFTA
  - Найкращий оригінальний сценарій — Террі Джордж і Кір Пірсон
- 2005 — Премія «David di Donatello»
  - Найкращий зарубіжний фільм — Террі Джордж
- 2005 — Премія «Золотий глобус»
  - Найкраща драма
  - Найкраща оригінальна пісня — Уіклеф Джин, Джеррі «Уандер» Дуплессіс, Андреа Гуерра за пісню «Million Voices»
  - Найкращий драматичний актор — Дон Чідл
- 2006 — Премія «Греммі»
  - Найкраща пісня для художнього фільму — Уіклеф Джин, Джеррі «Уандер» Дуплессіс, Андреа Гуерра за пісню «Million Voices»

## Цікаві факти
- При бюджеті в 17,5 мільйонів доларів фільм зібрав майже 34 мільйони в прокаті.
- У 2005 році Пол Русесабаджіна, історія якого послужила основою для сценарію, отримав вищу нагороду США — Президентську медаль Свободи
- У фільмі був момент, коли полковник Олівер говорив, що біженців на автобусі повезуть у сусідню Демократичну Республіку Конго, хоча в той час (1994 р.) вона ще називалася Заїр.